# Second to Last Love
Second to Last Love  (tiếng tiếng Hàn: 끝에서 두번째 사랑; Romaja: Kkeut-eseo Dubeonjjae Sarang) là một bộ phim truyền hình Hàn Quốc với sự tham gia của Kim Hee-ae, Ji Jin-hee và Kwak Si-yang. Phim được làm lại từ bộ phim truyền hình Nhật Bản Saigo Kara Nibanme no Koi được phát sóng trên kênh Fuji TV từ năm 2012 đến 2014. Phim được phát sóng sau Beautiful Gong Shim trên đài SBS vào thứ bảy và chủ nhật lúc 22:00 (KST) với thời lượng là 20 tập từ ngày 30 tháng 7 đến ngày 16 tháng 10 năm 2016.

## Diễn viên

### Diễn viên chính
- Kim Hee-ae trong vai Kang Min-joo [4]

Một phụ nữ 46 tuổi, cô là giám đốc sản xuất của SBC Broadcasting và là người lãnh đạo đội phụ trách phim truyền hình số 1.
- Ji Jin-hee trong vai Go Sang-sik [5]

Một người đàn ông 46 tuổi, anh ta là một quan chức cấp 5 và là người đứng đầu bộ phận du lịch khu vực của Tòa thị chính Woori.
- Kwak Si-yang trong vai Park Joon-woo [6]

Một người đàn ông 35 tuổi, anh ta là chủ quán cà phê thư giãn "Rest."

### Gia đình của Sang Sang-sik
- Kim Seul-gi vai Go Mi-rye [7]

Một phụ nữ 35 tuổi, cô là em gái út của Sang-sik và là một nhà văn webtoon vô danh.
- Jung Soo-young (diễn viên) [ko] vai Go Sang-hee[8]

Một phụ nữ 42 tuổi, cô là chị cả của Sang-sik và là vợ của Cheon-soo.
- Lee Soo-min trong vai Go Ye-ji [9]

Một cô bé 15 tuổi, con gái duy nhất của Sang-sik.
- Lee Hyung-chul trong vai Park Cheon-soo [10]

Một người đàn ông 45 tuổi, là anh rể của Sang-sik, chồng của Sang-hee và là giáo viên toán của trường cấp hai.
- Hong Tae-eui [ko] vai Park Hoon

Một cậu bé 18 tuổi, là cháu trai của Sang-sik, con trai duy nhất của Sang-hee và Cheon-soo.
- Sung Ji-ru trong vai Dok Go-bong

Một người đàn ông 62 tuổi, ông là chủ sở hữu của quán bar nơi Sang-sik thường lui đến.
- Stephanie Lee trong vai Min Ji-seon [11]

29 tuổi, là người mẫu Hàn Quốc gốc Canada.

### Bạn của Kang Min-joo
- Kim Na-young vai Shin Ae-kyung

Một người phụ nữ 46 tuổi, cô ấy là bạn của Min-joo và là một phụ nữ đã ly dị được 2 năm.
- Seo Jeong-yeon trong vai Goo Tae-yeon

Một người phụ nữ 46 tuổi, cô ấy là bạn của Min-joo, một phụ nữ độc thân và một giáo viên dạy văn.

### Tòa thị chính Woori
- Moon Hee-kyung trong vai Na Choon-woo

Một phụ nữ 55 tuổi, bà là Phó Thị trưởng.
- Kim Kwon trong vai Cha Soo-hyuk [12]

Một người đàn ông 35 tuổi, anh ta là một quan chức cấp 7 và có thẩm quyền của bộ phận du lịch khu vực.
- Go Bo-gyeol là Han Song-yi [13]

Một phụ nữ 28 tuổi, cô là một nữ nhân viên hợp đồng của bộ phận du lịch khu vực.
- Do Gi-seok [ko] vai Shin Seok-gi

Một người đàn ông 43 tuổi, ông là giám đốc Kinh tế và Văn hóa.

### Cục phát thanh truyền hình SBC
- Park Sung-geun [ko] vai Han Jeong-sik

Một người đàn ông 49 tuổi, anh ta là nhà điều hành sản xuất và là người lãnh đạo đội phụ trách phim truyền hình số 2.
- Yang Hyung-wook [ko] vai Gook Young-soo

Một người đàn ông 52 tuổi, anh ta là trưởng phòng phim truyền hình.
- Lee Hye-eun [ko] vai Oh Young-ae[14]

Một phụ nữ 43 tuổi, cô là PD sản xuất phim truyền hình và cánh tay phải của Min-joo.
- Jang Seok-hyun [ko] vai Nam Gi-cheol

Một người đàn ông 35 tuổi, anh ta đã là trợ lý giám đốc 5 năm và cánh tay trái của Min-joo
- Han Soo-jin (actor) [ko] vai Na Ae-ri

Một phụ nữ 33 tuổi, cô là một biên kịch phim truyền mới.
- Kim Dong-gyun [ko] vai PD

### Diễn viên phụ
- Jung Yoo-an trong vai Kim Hyun-seok
- Ho Hyo-hoon [ko]
- Seo Yang-won
- Kwon Eun-soo
- Lee Eun-hyung [ko]
- Kang Jae-joon [ko]
- Choi Yoon-joon
- Jung Young-joo [ko]  vai nhà văn Hwang
- Jung Hyun-seok [ko]
- Lee Hyun Jin trong vai Jang Eun-ho
- Lee Jeong-sung [ko]  vai thầy Ma
- In Sung-ho [ko]
- Jeon Heon-tae [ko]
- Han So-young [ko]  vai Na Joo-yeon
- Bang Eun-hee
- Kang Dong-yeop [ko]

### Cameo
- Go Doo-shim vai mẹ của Kang Min-joo
- Yoon Joo-sang vai cha của Kang Min-joo

## Xếp hạng
Trong bảng dưới đây, các số màu xanh biểu thị xếp hạng thấp nhất và các số màu đỏ đại diện cho xếp hạng cao nhất. 
| Tập #      | Ngày phát sóng       | Trung bình   | Trung bình                  | Trung bình          | Trung bình                  |
| Tập #      | Ngày phát sóng       | TNmS Ratings | TNmS Ratings                | AGB Nielsen Ratings | AGB Nielsen Ratings         |
| Tập #      | Ngày phát sóng       | Nationwide   | Seoul National Capital Area | Nationwide          | Seoul National Capital Area |
| ---------- | -------------------- | ------------ | --------------------------- | ------------------- | --------------------------- |
| 1          | 30 tháng 7 năm 2016  | 7.5%         | 9.1%                        | 8.7%                | 10.4%                       |
| 2          | 31 tháng 7 năm 2016  | 8.3%         | 9.8%                        | 9.3%                | 10.9%                       |
| 3          | 7 tháng 8 năm 2016   | 8.3%         | 9.0%                        | 9.9%                | 11.1%                       |
| 4          | 14 tháng 8 năm 2016  | 8.9%         | 9.2%                        | 11.8%               | 12.8%                       |
| 5          | 21 tháng 8 năm 2016  | 7.8%         | 8.5%                        | 8.4%                | 9.5%                        |
| 6          | 27 tháng 8 năm 2016  | 6.7%         | 7.3%                        | 7.8%                | 8.9%                        |
| 7          | 28 tháng 8 năm 2016  | 8.0%         | 8.7%                        | 8.9%                | 9.9%                        |
| 8          | 3 tháng 9 năm 2016   | 6.3%         | 6.7%                        | 7.9%                | 9.3%                        |
| 9          | 4 tháng 9 năm 2016   | 7.6%         | 9.4%                        | 8.1%                | 8.9%                        |
| 10         | 10 tháng 9 năm 2016  | 6.7%         | 7.3%                        | 8.1%                | 9.5%                        |
| 11         | 11 tháng 9 năm 2016  | 6.8%         | 6.8%                        | 9.0%                | 10.1%                       |
| 12         | 24 tháng 9 năm 2016  | 5.9%         | 6.8%                        | 7.5%                | 8.0%                        |
| 13         | 25 tháng 9 năm 2016  | 5.9%         | 6.7%                        | 8.2%                | 8.5%                        |
| 14         | 1 tháng 10 năm 2016  | 6.5%         | 7.8%                        | 7.2%                | 8.2%                        |
| 15         | 2 tháng 10 năm 2016  | 7.1%         | 8.1%                        | 7.4%                | 8.0%                        |
| 16         | 8 tháng 10 năm 2016  | 5.8%         | 6.1%                        | 7.3%                | 8.3%                        |
| 17         | 9 tháng 10 năm 2016  | 6.8%         | 7.7%                        | 7.8%                | 8.6%                        |
| 18         | 15 tháng 10 năm 2016 | 5.5%         | 6.6%                        | 7.2%                | 8.2%                        |
| 19         | 15 tháng 10 năm 2016 | 5.6%         | 6.4%                        | 6.4%                | 7.1%                        |
| 20         | 16 tháng 10 năm 2016 | 7.0%         | 8.2%                        | 8.4%                | 9.6%                        |
| Trung bình | Trung bình           | 6.95%        | 7.81%                       | 8.27%               | 9.29%                       |

## Nhạc phim

### OST Part 1
| STT              | Nhan đề                               | Artist                 | Thời lượng |
| ---------------- | ------------------------------------- | ---------------------- | ---------- |
| 1.               | "Summer Picnic (쉼표)"                | Bae Soo-jeong (배수정) | 3:52       |
| 2.               | "Summer Picnic (쉼표)" (English Ver.) | Bae Soo-jeong (배수정) | 3:52       |
| 3.               | "Summer Picnic (쉼표)" (Inst.)        |                        | 3:52       |
| Tổng thời lượng: | Tổng thời lượng:                      | Tổng thời lượng:       | 11:36      |

### OST Part 2
| STT              | Nhan đề                       | Artist                              | Thời lượng |
| ---------------- | ----------------------------- | ----------------------------------- | ---------- |
| 1.               | "Clean (오늘도 맑음)"         | Ryu Su-jeong và Baby Soul (Lovelyz) | 3:19       |
| 2.               | "Clean (오늘도 맑음)" (Inst.) |                                     | 3:19       |
| Tổng thời lượng: | Tổng thời lượng:              | Tổng thời lượng:                    | 6:38       |

### OST Part 3
| STT              | Nhan đề             | Artist           | Thời lượng |
| ---------------- | ------------------- | ---------------- | ---------- |
| 1.               | "My Window"         | Riot Kidz        | 3:23       |
| 2.               | "My Window" (Inst.) |                  | 3:23       |
| Tổng thời lượng: | Tổng thời lượng:    | Tổng thời lượng: | 6:46       |

### OST Part 4
| STT              | Nhan đề                  | Artist             | Thời lượng |
| ---------------- | ------------------------ | ------------------ | ---------- |
| 1.               | "Heart to Heart"         | Jisun (Loveholics) | 3:48       |
| 2.               | "Heart to Heart" (Inst.) |                    | 3:48       |
| Tổng thời lượng: | Tổng thời lượng:         | Tổng thời lượng:   | 7:36       |

### OST Part 5
| STT              | Nhan đề                                | Artist           | Thời lượng |
| ---------------- | -------------------------------------- | ---------------- | ---------- |
| 1.               | "Meaning of You (그대가 내게)"         | Hong Dae-kwang   | 3:17       |
| 2.               | "Meaning of You (그대가 내게)" (Inst.) |                  | 3:17       |
| Tổng thời lượng: | Tổng thời lượng:                       | Tổng thời lượng: | 6:34       |

### OST Part 6
| STT              | Nhan đề          | Artist           | Thời lượng |
| ---------------- | ---------------- | ---------------- | ---------- |
| 1.               | "My All"         | Ben              | 3:52       |
| 2.               | "My All" (Inst.) |                  | 3:52       |
| Tổng thời lượng: | Tổng thời lượng: | Tổng thời lượng: | 7:44       |

### OST Part 7
| STT              | Nhan đề                             | Artist           | Thời lượng |
| ---------------- | ----------------------------------- | ---------------- | ---------- |
| 1.               | "Do You Know (알고 있나요)"         | Gemini (제미니)  | 3:47       |
| 2.               | "Do You Know (알고 있나요)" (Inst.) |                  | 3:47       |
| Tổng thời lượng: | Tổng thời lượng:                    | Tổng thời lượng: | 7:34       |

## Phát sóng quốc tế
Tại Hoa Kỳ, bộ phim được phát sóng ở Los Angeles DMA miễn phí, phát sóng trên kênh truyền hình định hướng người Mỹ gốc Á, LA 18 KSCI-TV (kênh 18) với phụ đề tiếng Anh, Sat-Sun 8:40 PM, từ ngày 13 tháng 8 đến ngày 2 tháng 10 năm 2016.
Tại Việt Nam, HTV2 là kênh phát sóng.

## Đề cử và giải thưởng
| Năm  | Giải                 | Hạng mục                                                               | Người nhận     | Kết quả   |
| ---- | -------------------- | ---------------------------------------------------------------------- | -------------- | --------- |
| 2016 | 5th APAN Star Awards | Diễn viên mới xuất sắc nhất                                            | Kwak Si-yang   | Đề cử     |
| 2016 | SBS Drama Awards     | Giải diễn xuất xuất sắc dành cho diễn viên nữ trong phim hài lãng mạn  | Kim Hee-ae     | Đề cử     |
| 2016 | SBS Drama Awards     | Giải diễn xuất xuất sắc dành cho diễn viên nam trong phim hài lãng mạn | Ji Jin-hee     | Đề cử     |
| 2016 | SBS Drama Awards     | Giải diễn xuất xuất sắc dành cho diễn viên nữ trong phim hài lãng mạn  | Kim Seul-gi    | Đề cử     |
| 2016 | SBS Drama Awards     | Giải thưởng đặc biệt dành cho diễn viên nam trong phim hài lãng mạn    | Sung Ji-ru     | Đề cử     |
| 2016 | SBS Drama Awards     | Giải thưởng đặc biệt dành cho diễn viên nữ trong phim hài lãng mạn     | Jung Soo-young | Đề cử     |
| 2016 | SBS Drama Awards     | Ngôi sao mới                                                           | Kwak Si-yang   | Đoạt giải |